# Cassida flaveola
Cassida flaveola är en skalbaggsart som beskrevs av Carl Peter Thunberg 1794. Cassida flaveola ingår i släktet Cassida och familjen bladbaggar. Arten är reproducerande i Sverige. Inga underarter finns listade i Catalogue of Life.

## Bildgalleri

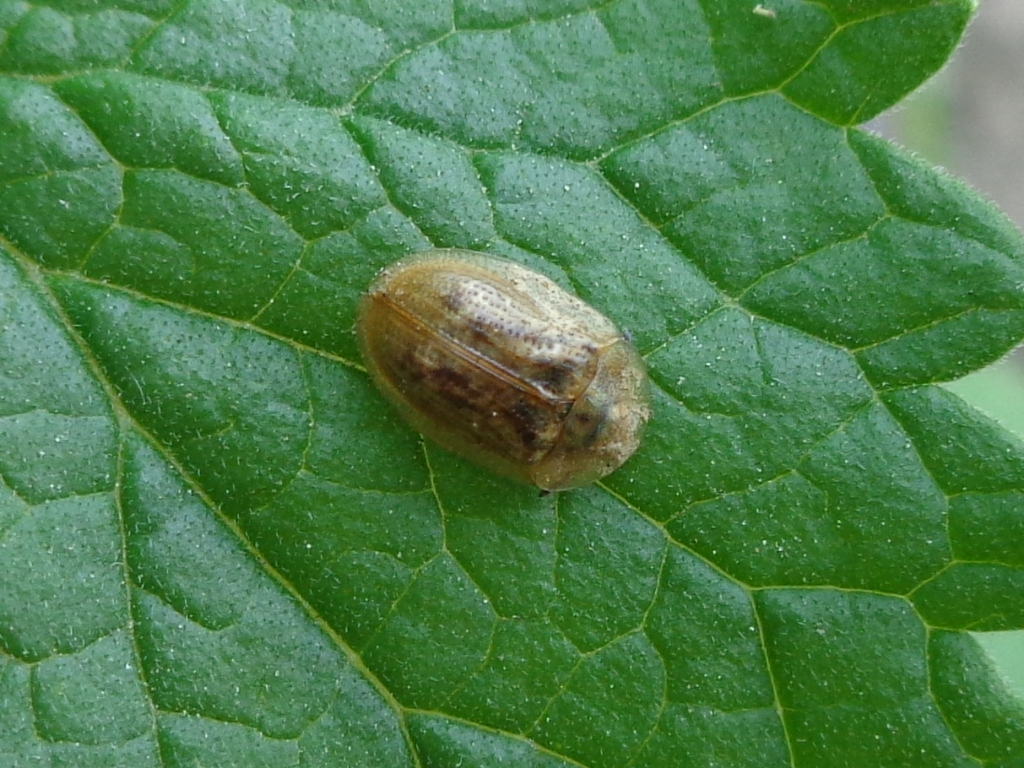
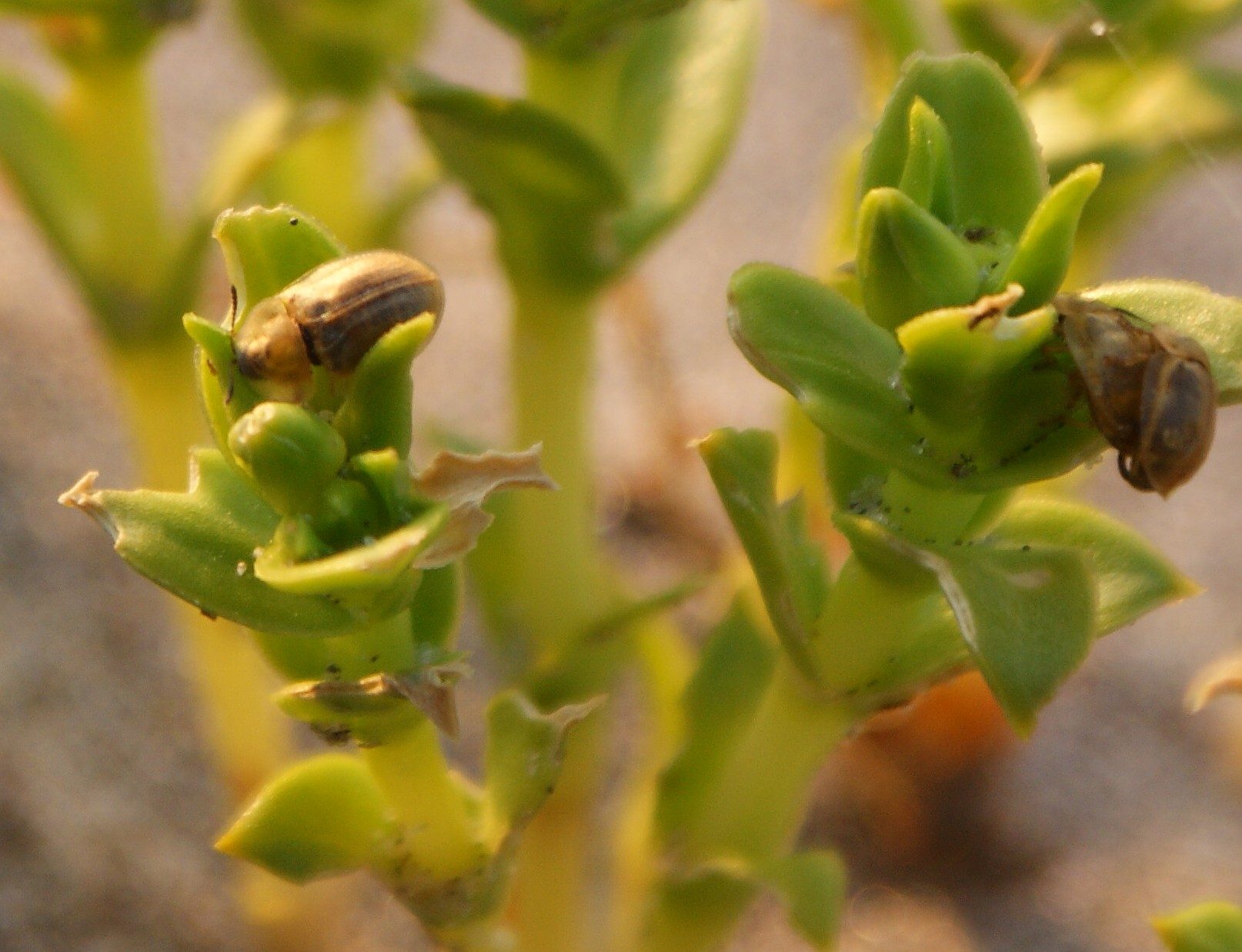